# صيقل ده (دهغاه)
صیقل ده (بالفارسية: صیقل‌ده) هي قرية تقع في إيران في غيلان. يقدر عدد سكانها بـ 201 نسمة .